# Seiko Hašimotová
Seiko Hašimotová (nepřechýleně Hašimoto; japonsky 橋本 聖子, Hašimoto Seiko; * 5. října 1964 Hajakita), provdaná Išizakiová (nepřechýleně Išizaki, japonsky 石崎 聖子, Išizaki Seiko), je japonská politička a bývalá rychlobruslařka a cyklistka.

## Život

### Sportovní kariéra
Jako rychlobruslařka debutovala v mezinárodních závodech v roce 1981, kdy se postupně zúčastnila seniorského Mistrovství světa ve víceboji (18. místo) a ve sprintu (11. místo) a juniorského světového šampionátu (4. místo). O rok později již na Mistrovství světa juniorů získala bronzovou medaili a při svém posledním startu v roce 1983 vybojovala stříbro. Roku 1984 se poprvé zúčastnila Zimních olympijských her (výsledky ve druhé desítce). V sezóně 1985/1986 byla šestá na Mistrovství světa ve víceboji, čtvrtá na sprinterském světovém šampionátu a na premiérových Asijských zimních hrách zvítězila v závodech na 500 a 1500 m. V roce 1987 poprvé nastoupila do Světového poháru a na mistrovstvích světa skončila těsně pod stupni vítězů (víceboj – 4. místo, sprint – 5. místo). Na Zimních olympijských hrách 1988 se ve všech závodech od 500 do 5000 m umístila v rozmezí od 5. do 7. místa. Roku 1989 vybojovala na Mistrovství světa ve sprintu bronzovou medaili, v následující sezóně 1989/1990 získala stříbrnou medaili na Mistrovství světa ve víceboji a čtyři zlaté z tratí 500, 1000, 1500 a 3000 m na Asijských zimních hrách. Ze zimní olympiády 1992 si odvezla bronzovou medaili ze závodu na 1500 m a na Mistrovství světa ve víceboji vybojovala tentýž kov. Na Zimních olympijských hrách 1994 se na tratích 1500, 3000 a 5000 m umístila v první desítce. Po sezóně 1993/1994 ukončila rychlobruslařskou kariéru.
Jako cyklistka startovala na letních olympijských hrách v letech 1988, 1992 a 1996.

### Politická kariéra
Od roku 1995 je za Liberálnědemokratickou stranu členkou Sněmovny radních, horní komory japonského parlamentu. Je rovněž předsedkyní Japonského bruslařského svazu.